# David McReynolds
David Ernest McReynolds (25 tháng 10 năm 1929 – 17 tháng 8 năm 2018) là một chính khách và nhà hoạt động xã hội người Mỹ, một nhà hoạt động xã hội dân chủ và chủ nghĩa hòa bình nổi tiếng. Ông tự mô tả mình là "một quan chức phong trào hòa bình" trong suốt 40 năm sự nghiệp của mình với Liên minh kháng chiến. Ông là một cư dân của thành phố New York. McReynold đã hai lần là ứng cử viên cho Tổng thống Hoa Kỳ, tranh đua trên chiếc vé của Đảng Xã hội Hoa Kỳ vào năm 1980 và 2000. Ông là ứng cử viên tổng thống đồng tính công khai đầu tiên của Mỹ.
Bản mẫu:American socialism

## Tuổi thơ
McReynold được sinh ra ở Los Angeles, Elizabeth Elizabeth (Tallon), một y tá, và Trung tá Charles McReynold, một sĩ quan tình báo của Không quân. Năm 1951, ông gia nhập Đảng Xã hội Hoa Kỳ (SPA) và năm 1953, ông tốt nghiệp UCLA với bằng khoa học chính trị. Giữa năm 1957 và 1960, ông làm việc cho ban biên tập của tạp chí cánh tả Liberation. Ông công khai đồng tính và viết bài báo đầu tiên về việc sống như một người đồng tính nam vào năm 1969.